# Mister Twister (serial telewizyjny)
Mister Twister (oryg. Mees Kees) – niemiecko-holenderski serial familijny. Serial oparto na serii książek autorstwa Mirjama Oldenhave o nauczycielu Meesu Keesu oraz filmach z tą postacią.
Premiera serialu w Polsce miała miejsce 14 września 2019 na antenie TVP ABC.

## Obsada
- Leendert de Ridder jako Mister Twister (Mees Kees)
- Sanne Wallis de Vries jako Dreus
- Raymonde de Kuyper jako matka Mistera Twistera
- Jochen Otten jako Meester Hank
- Polieke van der Sman jako Aukje
- Ole Kroes jako Sep
- Lisa Lapré jako Manon
- Samuel Liasam jako Wahed
- Roosmarijn van der Hoek jako Jacky
- Maurits van Brakel jako Fred
- Keara Patti jako Hasna
- Jelie Stout jako Tobias
- Laysa el Madkouri jako Rachida
- Jack Meershoek jako Sammy
- Serenity Otte jako Lisa
- Tijn Ras jako Koen
- Kayen Thodé jako Winston
- Thijs van de Veen jako Tom
- Diewertje Dir jako Marie-Louise